# Anna Pruis
Anna Pruis is een Nederlandse onderzoeksjournaliste en eindredactrice van NOS op 3 die tevens werkt voor Nieuwsuur. 
Anna Pruis studeerde geschiedenis aan de Universiteit Leiden.
Zij is is bestuurslid van de Raad voor de Journalistiek.

## Erkenning
In 2022 verdiende ze met Hoe data-onderzoek geldstromen van artsen blootlegde de journalistieke prijs de Tegel in de categorie Data. Samen met Siebe Sietsma, Jikke Westerink, Sjoerd Mouissie, Nour Abdullaa en Lars Boogaard wist zij betalingsconstructies te ontwarren, die regels tegen omkoping van artsen moesten voorkomen.
Daartoe namen zij het transparantieregister voor medisch specialisten onder de loep. In dat register moeten specialisten aangeven wat hun bijverdiensten zijn vanuit de industrie. Dit om de oneigenlijke beïnvloeding van de specialisten door de industrie transparant te maken. Veel artsen bleken betalingen aan hun eigen bedrijven te ontvangen. De onderzoekers wisten de nummers van die bedrijven boven water te krijgen bij de Kamer van Koophandel. Zij combineerden deze nummers met data uit het transparantieregister, het BIG-register, het kadaster en eigen onderzoek. Ziekenhuizen bleken niet op de hoogte te zijn dat dezelfde farmaceuten die aan de cardiologen leverden ook aan het ziekenhuis leverden. De resultaten van het onderzoek leidden ertoe dat minister van Volksgezondheid Ernst Kuipers maatregelen trof die ongewenste beïnvloeding van artsen moesten voorkomen.

## Prijzen
- De Tegel 2022

## Scripties
- Genozid der Liebe [7]
- Ostpolitik, Geschichtspolitik?[8]